# Barranqueiro-de-roraima
O barranqueiro-de-roraima (Automolus roraimae) é uma espécie de ave da família Furnariidae.
Pode ser encontrada nos seguintes países: Brasil, Guiana e Venezuela.
Os seus habitats naturais são: regiões subtropicais ou tropicais húmidas de alta altitude.